# Paralysis
Paralysis är en EP med det norska metalbandet Extol. EP:n utgavs 2001 av skivbolaget Endtime Productions.

## Låtlista
1. "Paralysis" (instrumental) – 1:53
2. "Your Beauty Divine" – 5:05
3. "Shadow of Death" (Believer-cover) – 3:39
4. "Human Frailtie's Grave" – 4:31

- Text: D. Husvik (spår 2, 4)
- Musik: Extol (spår 1, 2, 4)

## Medverkande
Extol
- Peter Espevoll – sång
- Christer Espevoll – gitarr
- David Husvik – trummor, bakgrundssång
- Ole Børud – gitarr, sång
- Tor Magne Glidje – basgitarr

Produktion
- Extol – producent (spår 1–4)
- Samuel Durling – producent
- Ole Børud – producent (spår 4)
- Pelle Saether – ljudtekniker, ljudmix
- Göran Finnberg – mastering